# Téger József
Téger József (Arad ? – Oroszország, 1917) magyar 9. helyezett olimpikon, kötöttfogású birkózásban.

## Sportegyesülete
Aradi Toldi Atletikai Club majd a Kereskedők Athlétikai Sport Egyesülete (KAOSE) igazolt sportolójaként versenyzett. 1909-ben visszavonult az aktív birkózástól.

### Olimpiai játékok
1908-ban a Budapesti és az országos bajnokságon kívül csak az olimpiai próbaverseny volt az esztendő versenykiírása. A Nemzeti Lovarda létesítményében tartott versenyt követően az olimpiai birkózó keret tagjai lettek: Téger József, Maróthy József, Orosz Miklós, Payr Hugó, Radvány Ödön és Weisz Richárd. Egyéni olimpiai eredménye:
- az 1908. évi nyári olimpiai játékok birkózó bajnokságában, a könnyűsúlyú kötöttfogás (66,6 kg) kategóriában győzelem nélkül a 9. helyen végzett.

## Külső hivatkozások
- Téger József. huszadikszazad.hu. (Hozzáférés: 2015. szeptember 5.)
- Téger József. huszadikszazad.hu. (Hozzáférés: 2015. szeptember 5.)
- Téger József. huszadikszazad.hu. (Hozzáférés: 2015. szeptember 5.)
- Téger József. huszadikszazad.hu. (Hozzáférés: 2015. szeptember 5.)